# ویکتور دمیترنکو
ویکتور دمیترنکو (Виктор Николаевич Дмитренко؛ زادهٔ ۴ آوریل ۱۹۹۱) بازیکن فوتبال اهل روسیه است.
از باشگاه‌هایی که در آن بازی کرده‌است می‌توان به باشگاه فوتبال زیمبرو کیشیناو، باشگاه فوتبال توبول، باشگاه فوتبال آق‌تپه، باشگاه فوتبال آرماویر (روسیه)، باشگاه فوتبال آتیراو، باشگاه فوتبال آستانه، و باشگاه فوتبال کوبان کراسنودار اشاره کرد.
وی همچنین در تیم‌های ملی فوتبال زیر ۲۱ سال قزاقستان و قزاقستان بازی کرده‌است.